# L’Alcúdia de Crespins
L’Alcúdia de Crespins – gmina w Hiszpanii, w prowincji Walencja, we wspólnocie autonomicznej Walencja, o powierzchni 5,17 km². W 2011 roku liczyła 5304 mieszkańców.